# Adotada
Adotada foi um reality show brasileiro coproduzido e exibido pela MTV. Sua estreia aconteceu no dia 9 de setembro de 2014. Se trata de um spin-off do reality show Papito in Love, de 2013. O reality acompanha Maria Eugênia sendo "adotada" a cada episódio por uma família diferente, tendo que se adaptar aos seus costumes. Ao todo, contou com 4 temporadas, chegando ao fim em 18 de julho de 2017.
O programa foi indicado ao Emmy Internacional 2016 na categoria Programa de entretenimento não-roteirizado.
Em outubro de 2020 a MTV anunciou a volta do programa com um novo formato, onde Mareu vai reprisar 
cenas das quatro temporadas do reality e revisitar (à distância) as famílias que fizeram parte deles para um bate-papo, falando sobre como a passagem de Mareu impactou suas vidas.

## Enredo
Maria Eugênia será uma espécie de Cavalo de Tróia dentro da família. O objetivo da "ADOTADA" não será passar nenhuma lição de moral e nem mesmo consertar o que está errado na família. Ela pode tentar ajudar -do jeito dela - mas não tem a preocupação de solucionar problemas familiares. Maria Eugênia pode até ter uma motivação inicial, mas não terá como missão resolver esses conflitos, sua tentativa de ajudar pode ser um tiro no pé. Ela pode até piorar o problema...
O mergulho de Maria Eugênia no universo das famílias vai durar 5 dias. Antes de começar a conviver com as famílias, a "adotada" será informada pela produção sobre quaisquer problemas existentes. Durante a estadia, ela descobrirá as reais razões dos conflitos e poderá mudar sua visão e comportamento. A característica principal do programa é o entretenimento, a diversão, o nonsense, o imprevisível, a ironia, o sarcasmo. Maria Eugênia viverá o universo real dessas familias e não tentará, de forma alguma, levar as famílias para o universo dela. Em alguns momentos, a câmera será a confidente de Maria Eugênia. Determinadas reações poderão ser potencializadas pela câmera confidente.

## Elenco
- Maria Eugênia Suconic - "A adotada"

### Comissão
- Supla - ex-namorado (Temporada 1)
- Cleber Tumasonis - melhor amigo (Temporada 1)
- Érica Suconic - melhor amiga e prima (Temporada 1)
- Nilo Caprioli - melhor amigo (Temporadas 2–4)

## Episódios
| Temporada | Temporada | Episódios | Exibição original     | Exibição original     |
| Temporada | Temporada | Episódios | Estreia da temporada  | Final da temporada    |
| --------- | --------- | --------- | --------------------- | --------------------- |
|           | 1         | 13        | 9 de setembro de 2014 | 2 de dezembro de 2014 |
|           | 2         | 12        | 12 de maio de 2015    | 28 de julho de 2015   |
|           | 3         | 16        | 29 de março de 2016   | 2 de agosto de 2016   |
|           | 4         | 13        | 11 de abril de 2017   | 18 de julho de 2017   |

## Exibição internacional
"Adotada" foi exibida internacionalmente na Europa e África, mais precisamente em Portugal, Angola e Moçambique, onde estreou logo após o término da exibição da 1.ª temporada no Brasil, no dia 10 de dezembro, pela MTV Portugal. A partir de 21 de janeiro de 2016, foi exibida em toda a América Latina através da MTV Latinoamérica.

## Prêmios e indicações
| Ano  | Premiação          | Categoria                                     | Resultado | Ref.   |
| ---- | ------------------ | --------------------------------------------- | --------- | ------ |
| 2016 | Emmy Internacional | Melhor Programa de Entretenimento sem Roteiro | Indicado  | [ 10 ] |

## Controvérsias

### Saída precoce
No 9° episódio da primeira temporada, Mareu foi adotada por uma família que levava o rock muito a sério em que o pai parecia um ditador e não aceitava ouvir outro estilo de música. E quando mareu decidiu fazer uma festa (o que é de praxe em todos os episódios), diferente da que eles estavam acostumados com muitas cores e estilo musical diferente, o pai não aceitou e fez daquilo um grande problema o que levou a despedida precoce de mareu da família.

### Expulsão
No 10º episódio da primeira temporada, Maria Eugênia é adotada por uma família do Rio de Janeiro onde a mãe é viciada em praticar esportes e super rigorosa com os filhos, incluindo a recém-adotada, chegando ao ponto dela se incomodar que Mareu use maquiagem. E durante um jantar, a mãe pede que as gravações sejam encerradas alegando não se sentir confortável com o estilo de roupas que Mareu usa, chamando-a de cafona. Por este motivo Mareu se despediu da família mais cedo, deixando registrado no dossiê a mágoa que sentiu.

## Adotada #TBT
Adotada #TBT é um spin-off do programa exibido semanalmente de 3 de novembro de 2020 até 19 de janeiro de 2021. Em estúdio, num cenário super colorido e lúdico, bem no estilo Mareu, nossa "adotada" vai relembrar momentos marcantes das temporadas através da famosa penteadeira rosa, e é também por ela que Mareu vai receber as famílias para um bate-papo.

## Logotipos
Esta é uma galeria dos logotipos já utilizados para o programa, desde a estreia:

Temporadas 1&2
Temporadas 3&4
Temporada TBT